# USS Tarawa (CV-40)
«Тарава» (англ. USS Tarawa (CV-40)) — важкий ударний авіаносець США періоду Другої світової війни типу «Ессекс», довгопалубний підтип. Перший корабель з такою назвою у ВМС США.
Свою назву отримав на честь битви за Тараву в 1943 році. На відміну від інших кораблів свого класу, жодного разу не був модернізований чи переобладнаний.

## Історія створення
Авіаносець «Тарава» був закладений 5 січня 1944 року на верфі флоту в Норфолку. Спущений на воду 12 травня 1945 року, вступив у стрій 8 грудня 1945 року.

## Історія служби
До жовтня 1948 року «Тарава» використовувався як навчальний авіаносець у складі Атлантичного флоту.
30 червня 1949 року «Тарава» був виведений у резерв. З початком Корейської війни авіаносець вивели з резерву й він слугував заміною авіаносцям, які вирушили до берегів Кореї.
Ніс службу у складі Атлантичного, а з грудня 1953 року — Тихоокеанського флоту.
1 жовтня 1952 року перекласифікований в ударний авіаносець CVA-40, а 10 січня 1955 року — в протичовновий авіаносець CVS-40. Після встановлення протичовнового обладнання у січні — травні 1955 року знову використовувався як навчальний.
У серпні — вересні 1958 року «Тарава» у складі тактичної групи TF 88 (англ. Navy Task Force 88) брав участь в операції «Аргус» (випробування ядерної зброї у верхніх шарах атмосфери).
У 1959 році знову введений до складу флоту, де брав участь в експериментах з десантними вертольотами.
13 травня 1960 року виведений у резерв. 17 квітня 1961 року перекласифікований в авіатранспорт AVT-12. 1 червня 1967 року виключений зі списків флоту і 3 жовтня 1968 року зданий на злам.